# Colpias mollis
Colpias mollis är en flenörtsväxtart som beskrevs av Ernst Meyer. Colpias mollis ingår i släktet Colpias och familjen flenörtsväxter. Inga underarter finns listade i Catalogue of Life.